# Romeins Archeologisch Museum

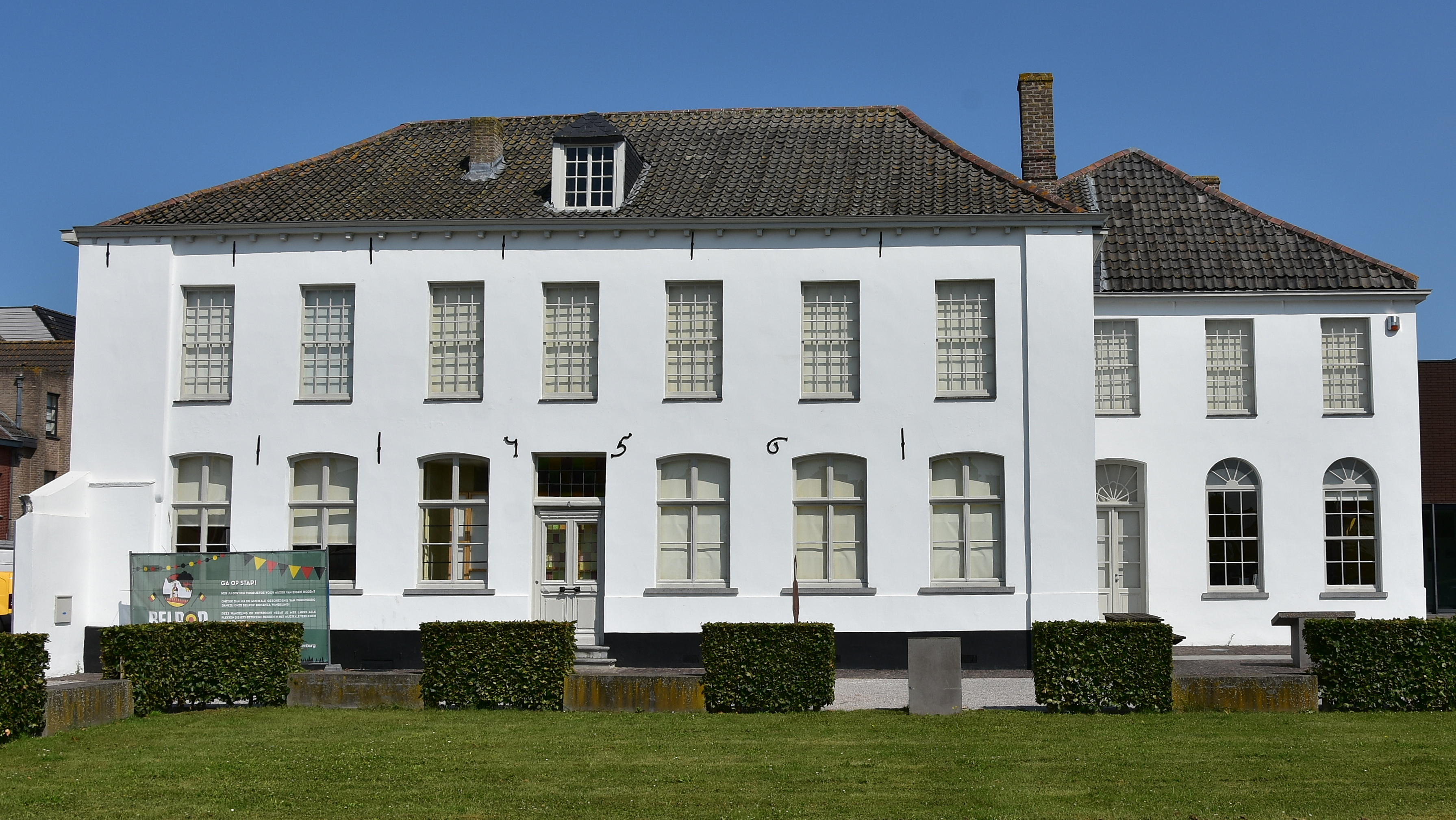
RAM Oudenburg im ehemaligen Abtsgebäude der Abtei St. Peter

Das Romeins Archeologisch Museum (Römisch Archäologisches Museum), abgekürzt RAM, ist ein Museum mit provinzialrömischem  Schwerpunkt in der belgischen Stadt Oudenburg/Provinz Westflandern. Das Museum präsentiert die Vergangenheit und die archäologischen Funde der Region, insbesondere die römische Geschichte und die Funde der Ausgrabungen des Kastells Oudenburg.
Das Museum öffnete 2009 im restaurierten Abtsgebäude der ehemaligen Abtei St. Peter seine Pforten. Das Besucherzentrum befindet sich im Erdgeschoss und fungiert gleichzeitig als Touristeninformation für die Region. Die ersten archäologischen Ausgrabungen in Oudenburg durch Joseph Mertens reichen in eine Zeit von vor mehr als 50 Jahren vor der Eröffnung des Museums zurück.

## Historisch-/archäologischer Hintergrund
Vor der Ankunft der Römer wurde das Gebiet von Oudenburg von den Menapiern besiedelt. Während der Regierungszeit des Kaisers Augustus (27 v. u. Z. – 14 u. Z.) wurde das zuvor von Gaius Iulius Caesar eroberte Gallien in Provinzen aufgeteilt, die wiederum in Civitates unterteilt wurden. Die Menapier und ihr Stammesgebiet gehörten fortan zur Civitas Menapiorum mit der Hauptstadt Castellum Menapiorum (Cassel) im Gebiet des heutigen Frankreich. Um 200 u. Z. erbauten die Römer in Oudenburg ein Holz-Erde-Lager, möglicherweise verursacht durch die Überfälle germanischer Piraten. Ein erstes Steinkastell wurde um 260/270 errichtet, vermutlich unter der Herrschaft von Postumus, als sich das Imperium Galliarum vom Römischen Imperium löste. Später wurde das Kastell Teil des Litus Saxonicum, eines Verteidigungssystems entlang der Nordseeküste auf beiden Seiten des Ärmelkanals.

## Sammlung
Im Museum werden Funde aus den archäologischen Ausgrabungen des Kastells und der außerhalb gelegenen Gräberfelder in einer ständigen Ausstellung präsentiert. Gezeigt werden Münzen, Fibeln, Gürtelschnallen, Waffen und Geräte, Glas und Keramik. Ein Prunkstück der Sammlung ist der 1870 im Oudenburger Ortsteil Roksem gefundene römischer Münzschatz, bei dem es sich um einen Hortfund handelt, der mit den Überfällen germanischer Piraten zwischen 250 und 275 in Zusammenhang steht. Der Münzschatz besteht aus dem zerbrochenen Aufbewahrungsgefäß und insgesamt 49 Münzen, wovon 38 bronzene Sesterzen und 11 silberne Denare sind. Die Münzreihe beginnt mit einer Prägung des Vespasianus (69–79) und endet mit einer Münze  des Balbinus (238). Die Sesterzen sind die älteren Prägungen mit einer Münzreihe von Vespasian bis Commodus (180–192), während die Silbermünzen jünger sind und von Commodus bis Balbinus reichen.

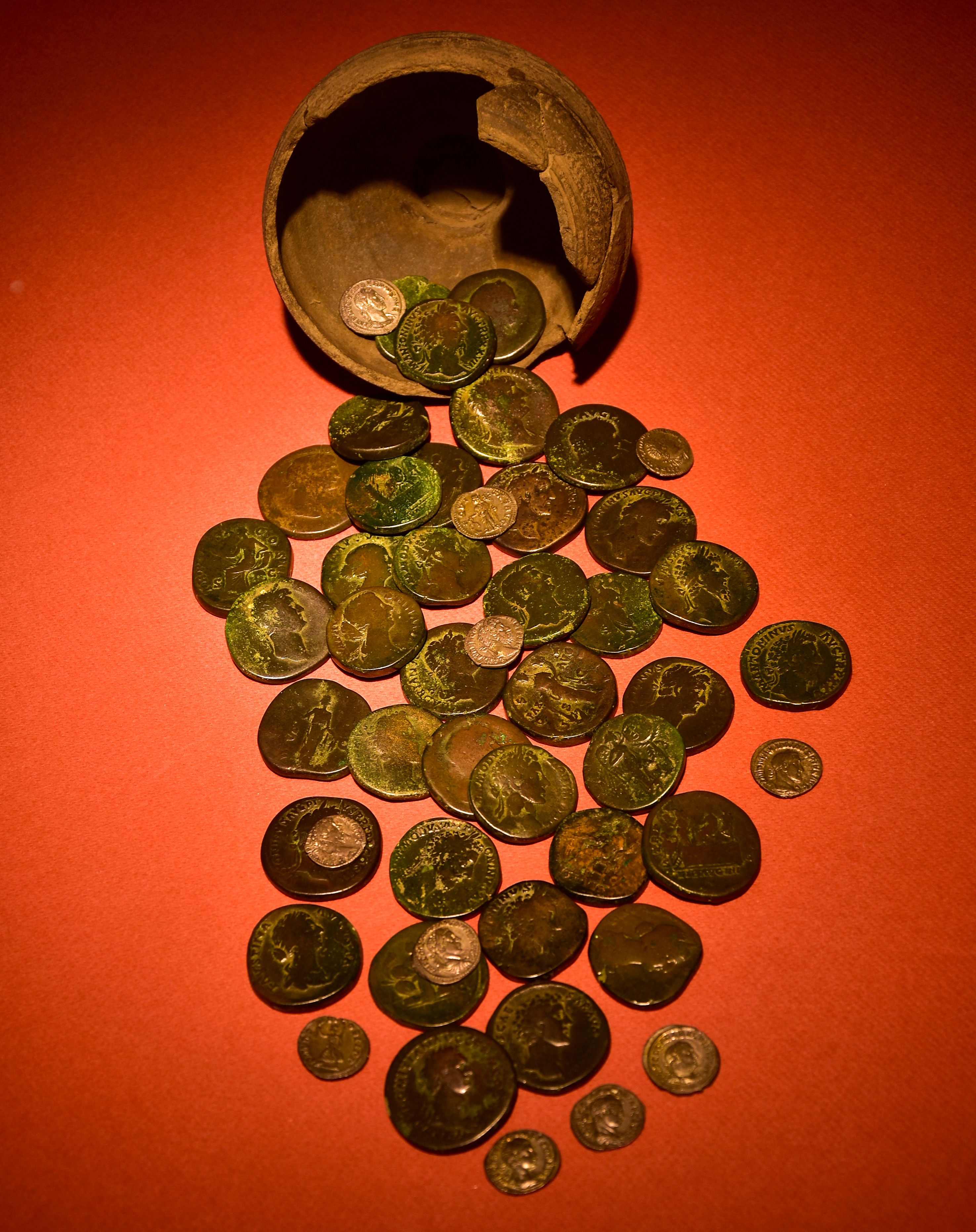
Münzschatz, um 250/275 FO: Oudenburg-Roksem
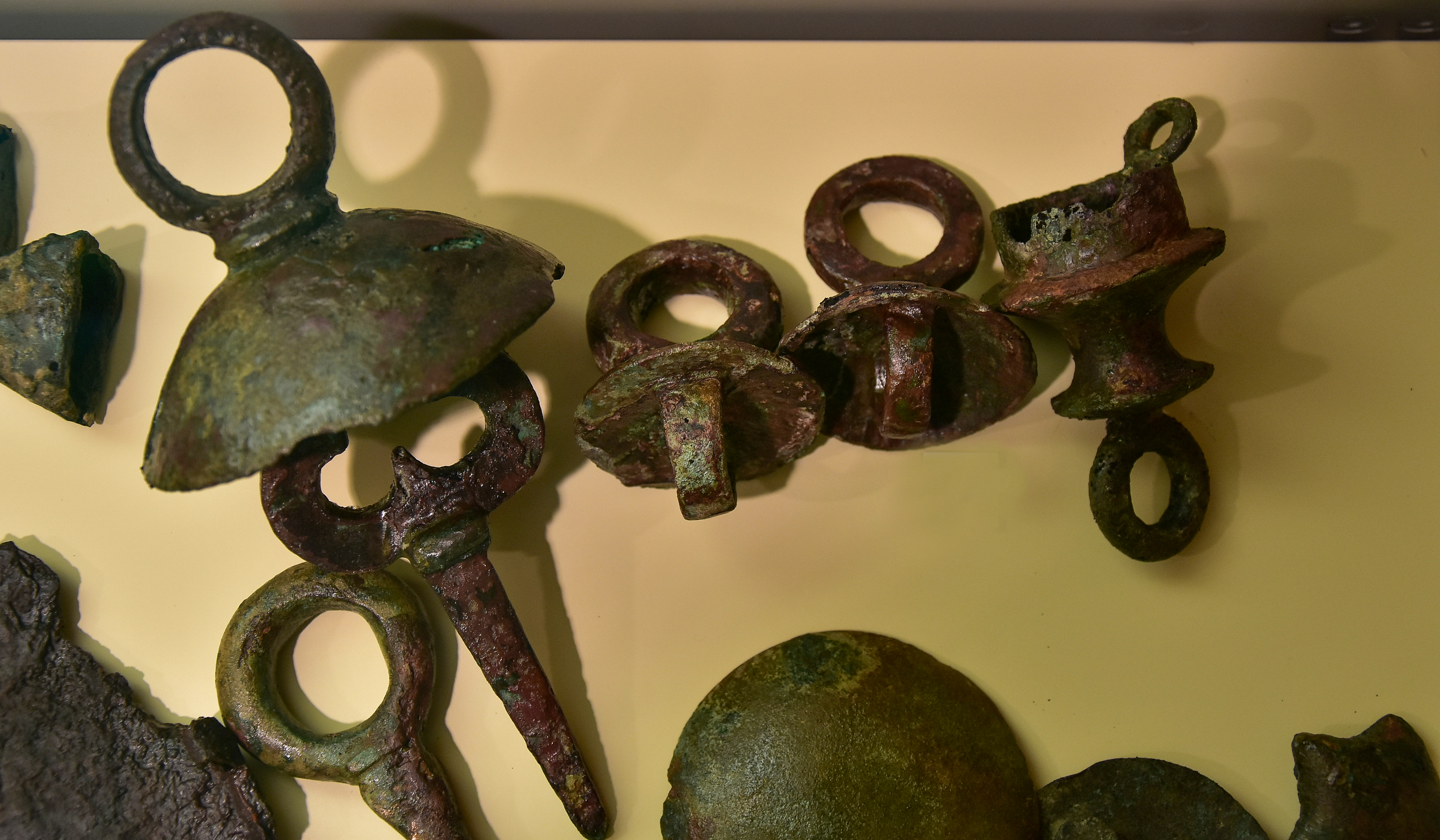
Bronzenes Pferdegeschirr (3. oder 4. Jh.) FO: Oudenburg
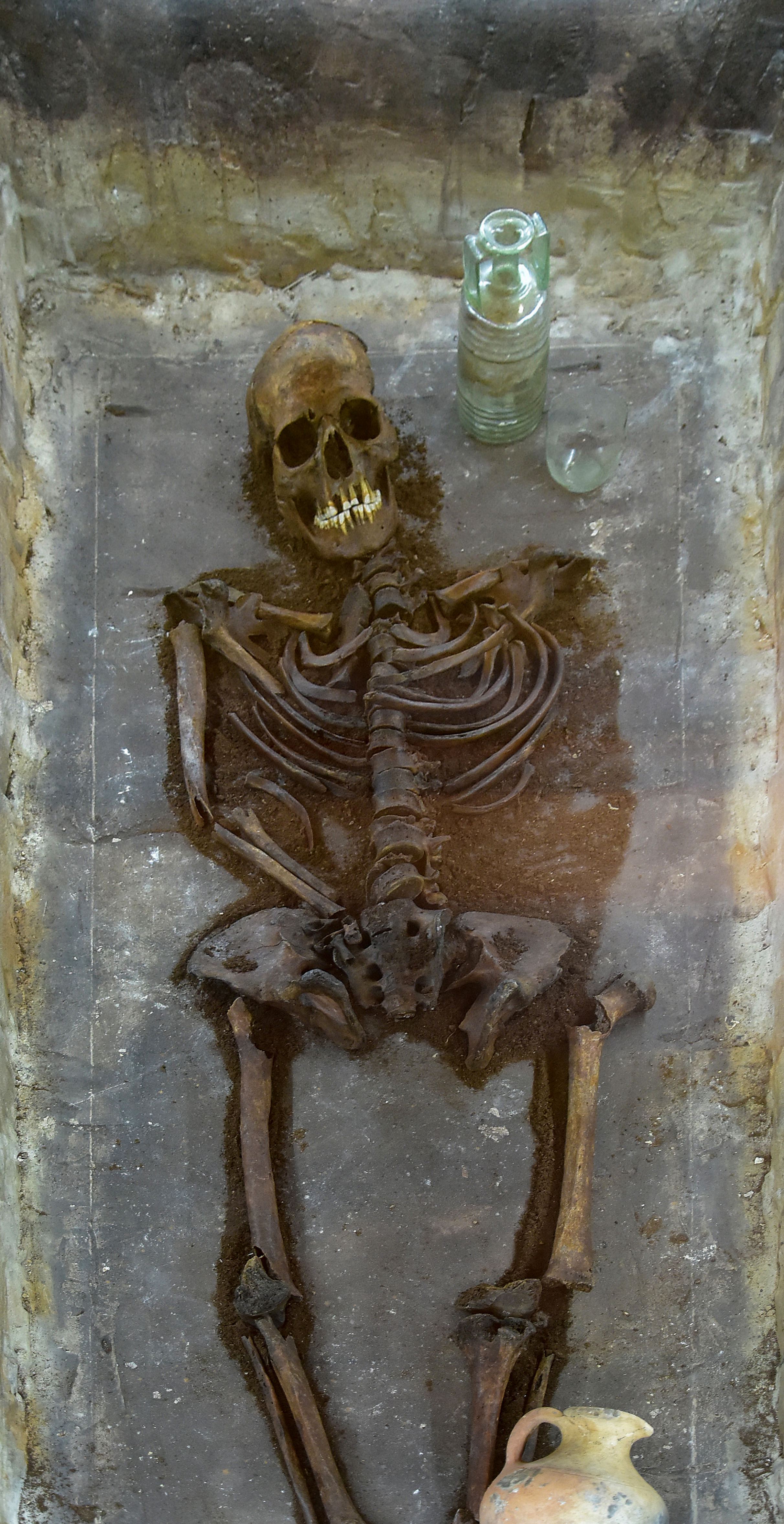
Körpergrab mit Beigaben, um 350 FO: Oudenburg
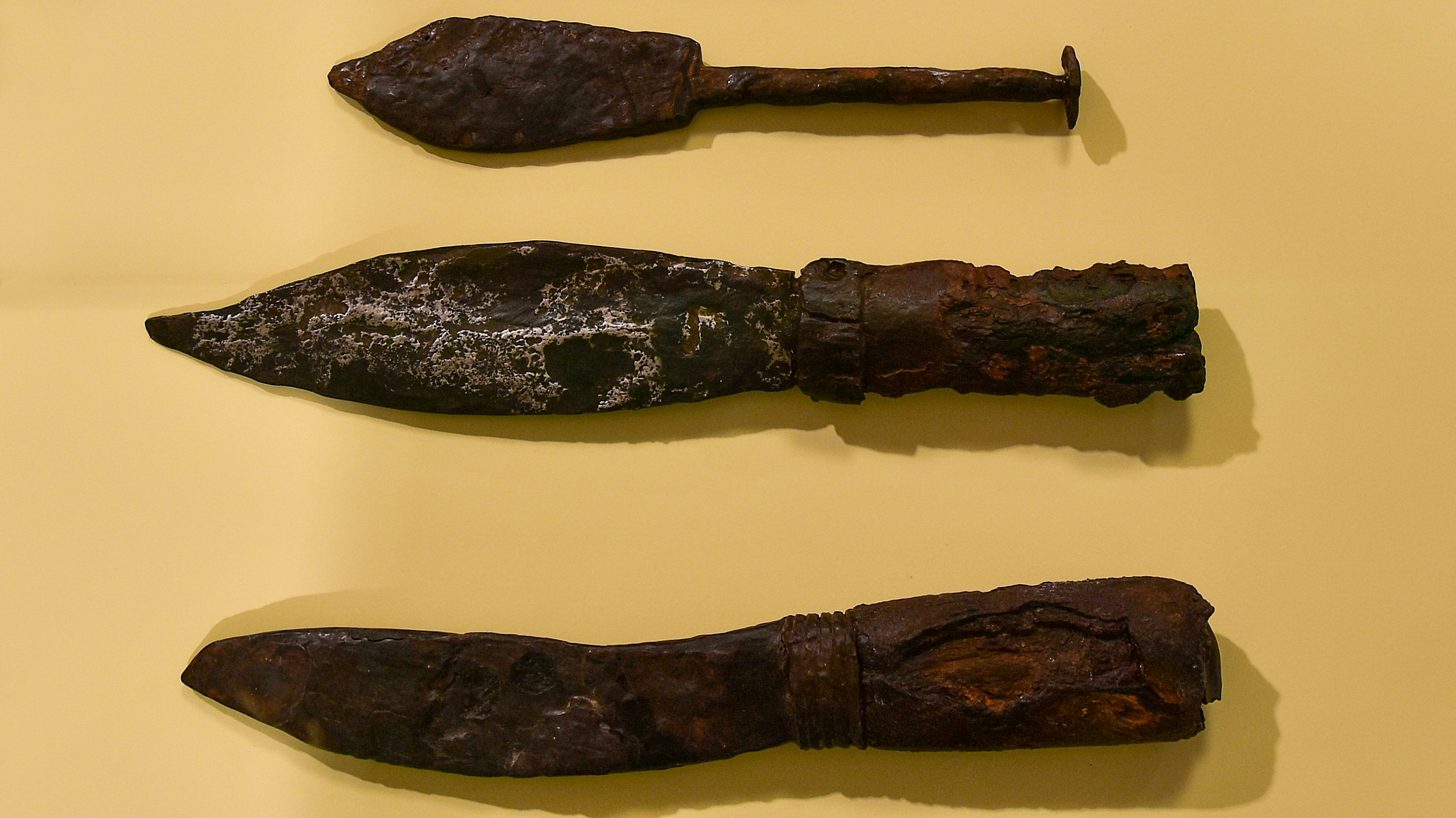
Eiserne Messer, um 400 FO: Oudenburg

Neben der ständigen Ausstellung werden Wechselausstellungen und Themenjahre veranstaltet. Ferner gibt es spezielle Angebote für Kinder und Jugendliche sowie für Schulklassen und Gruppen.